# Maidu

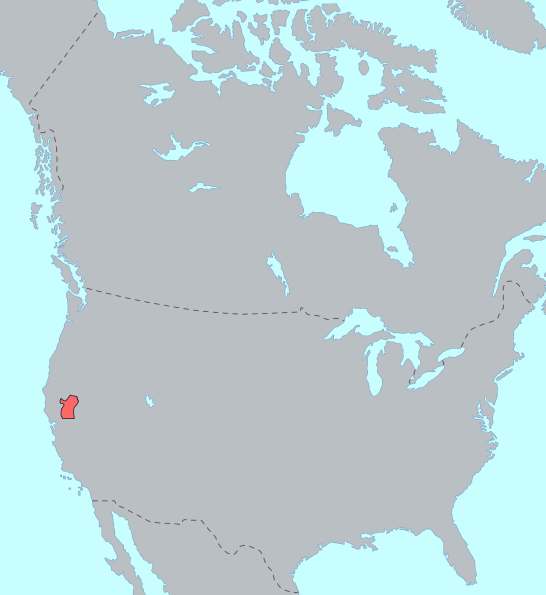
Antiga localização dos Maidu

Maidu é um grupo de nativos americanos que vivem no Norte da Califórnia. Eles residem no centro da Serra Nevada (cordilheira), nas áreas drenadas (secas) dos rios Feather e American. Na Língua Maidu, Maidu significa "pessoa".